# Jack Torrance
(Jack Torrance dopo aver aperto una breccia nella porta esterna della camera da letto)
John Daniel "Jack" Torrance è un personaggio immaginario e il principale antagonista del romanzo horror Shining dello scrittore statunitense Stephen King e pubblicato nel 1977. Nella trasposizione cinematografica del romanzo, il film di Stanley Kubrick, è interpretato da Jack Nicholson, mentre nella miniserie televisiva del 1997 è interpretato da Steven Weber. Nella trasposizione cinematografica di Doctor Sleep, sequel di Shining, è interpretato da Henry Thomas.

## Il personaggio

### Nel romanzo
Jack Torrance è un uomo che ha da poco perso il proprio lavoro come insegnante di letteratura inglese a causa del suo alcolismo e del suo temperamento volubile; scrittore per passione, sta quindi cercando di sistemare la sua situazione lavorativa e familiare, motivo per cui smette di bere e decide di accettare un lavoro come guardiano invernale dello sperduto Overlook Hotel, in Colorado, lavoro che, essendo molto solitario e silenzioso, ritiene che gli potrà dare la tranquillità che cerca per scrivere un proprio libro. Jack raggiunge l'hotel con la moglie Wendy e il figlio Danny, un bambino di cinque anni dotato di poteri psichici e soprannaturali. Danny ha un amico immaginario, Tony, il quale in passato gli ha dato premonizioni e lo mette in guardia circa l'Overlook Hotel.
La famiglia Torrance si mette in viaggio sul vecchio Maggiolino di Jack e raggiunge l'Hotel. Lì gli ultimi ospiti e le maestranze si stanno preparando per lasciare l'Hotel alla sua pausa invernale. Incontrano Dick Halloran, il cuoco dell'Overlook Hotel, il quale ha appena terminato il lavoro estivo e sta partendo per la stagione calda in Florida. Nonostante la brevità dell'incontro Dick si accorge che anche Danny, così come lui, possiede la luccicanza (lo Shining), ma notevolmente più forte rispetto alla sua, quindi lo mette in guardia avvisandolo che l'albergo è infestato, anche se queste entità sono incapaci di fare del male, come spaventose immagini di un libro. Prima di partire Dick si offre di aiutare Danny, dicendogli che, se si fosse trovato in difficoltà, avrebbe potuto chiamarlo tramite i suoi poteri, e lui lo avrebbe raggiunto.
La famiglia rimane sola, il tempo passa e iniziano le prime nevicate che isolano l'albergo dal paese vicino. Jack inizia ad avere incontri con i fantasmi di antichi ospiti e lavoratori all'albergo, i quali instillano in lui la convinzione che lui sia un uomo speciale e che potrà ottenere i giusti riconoscimenti solo dopo aver ucciso la sua famiglia. In realtà si tratta di un inganno da parte delle entità malvagie dell'albergo, le quali desiderano possedere Danny e la sua luccicanza, in modo da radunare abbastanza potere e potersi liberare dall'edificio.
Jack inizia così a isolare la famiglia, manomettendo la radio e il gatto delle nevi. La situazione precipita quando Jack, sobrio ormai da mesi, si ritrova nel bar dell'hotel magicamente animato da una festa. Lì vengono serviti alcolici, quindi Jack si ubriaca nuovamente ed in preda alla follia tenta di uccidere Wendy. Lo stato di profonda ebbrezza in cui si trova permette a Wendy di reagire, riuscendo a ferirlo e rinchiuderlo nella dispensa. Dopo essersi accorta di non aver mezzi per fuggire, decide di rinchiudersi in camera con Danny, in attesa di trovare una soluzione.
Jack è nella dispensa, bloccato senza possibilità di uscire, ma uno spettro, quello del custode precedente che a sua volta uccise la sua famiglia per poi suicidarsi, gli apre la porta ricordandogli che ha un lavoro da concludere. Così Jack raggiunge Wendy e la attacca con una mazza da roque ma viene interrotto dall'arrivo di Dick Halloran, che riesce quasi a uccidere. Jack, oramai in balia delle entità maligne, vuole Danny e lo raggiunge in soffitta, dove ha un confronto con lui. Jack sta per ucciderlo, quando si rende conto delle sue azioni e in un momento di lucidità inizia a colpirsi al volto da solo. L'entità si rende conto che la caldaia, rimasta per troppe ore priva di manutenzione, sta per scoppiare e si precipita nei sotterranei. Wendy, Danny e Halloran fuggono, mentre l'entità porta Jack a cercare di abbassare la pressione per salvare l'albergo. La caldaia esplode distruggendo l'edificio, l'entità e Jack.

### Nel film di Stanley Kubrick
A differenza del romanzo originale, dove Jack viene descritto come un eroe tragico i cui difetti lo porteranno alla sconfitta, nel film Jack ha dentro di sé la pazzia e la furia omicida che lo porteranno ben presto a tentare di sterminare la sua famiglia.
All'inizio del film Jack accetta il lavoro presso l'Overlook Hotel nella speranza di recuperare la serenità familiare e l'ispirazione di scrittore. Ben presto l'Overlook Hotel si rivela un luogo dal tragico passato; l'hotel era stato infatti teatro di un gesto di follia da parte di un vecchio guardiano, Delbert Grady, che aveva assassinato e letteralmente tagliato a pezzi la famiglia (la moglie e due figlie gemelle di otto anni) con un'ascia. L'equilibrio psichico di Jack, che in apparenza è una persona normale ma in realtà cova un profondo odio represso verso la sua famiglia, viene minato dalla suggestione che l'albergo gli provoca, causandogli strane visioni: incontra i fantasmi di Grady e del barista di 60 anni prima Lloyd, in un incerto confine tra sogno e realtà. Il figlio di Jack, Danny, con poteri di chiaroveggenza e telepatia (la Luccicanza, Shining in lingua originale), cerca poi di mettersi in contatto telepaticamente con Dick Hallorann, il cuoco dell'albergo, il quale una volta avvertito il pericolo raggiunge rapidamente l'Overlook Hotel.
Nel frattempo Wendy (Shelley Duvall), la moglie di Jack, scopre dei segni di strangolamento sul collo di Danny e intuisce che l'hotel è infestato da presenze malevole, mentre la follia aggressiva di Jack si rivela: manomette radio e gatto delle nevi, compromettendo così ogni speranza di fuga, per poi cercare di assassinare moglie e figlio con un'ascia, proprio come aveva fatto a suo tempo Grady. Wendy riesce a stordirlo e a rinchiuderlo in una cella frigorifera, dove Jack viene liberato da Grady, che gli dice di terminare il suo compito. Jack uccide Halloran, nel frattempo arrivato all'Hotel con un gatto delle nevi, ma Danny e Wendy riusciranno a fuggire con il gatto delle nevi di Halloran nel mezzo di una tempesta di neve.
Jack morirà congelato nel giardino-labirinto dell'albergo in seguito ad un inseguimento con il piccolo Danny. Enigmatica la scena finale, in cui si vede un Jack sorridente ed in abito da sera in una foto di una festa nell'albergo risalente al 1921, sessant'anni prima della vicenda narrata.
In Doctor Sleep, seguito del film, mentre Danny attende l'arrivo di Rose all'Overlook, ha modo di conversare con l'unico fantasma rimasto nell'hotel che non lo ha perseguitato nel mondo esterno: suo padre, che sotto l'alias di Loyd ha preso il ruolo di Grady come barista dell'hotel. Invitando il figlio a riabbandonarsi all'alcol, e ignorando la sua vita passata quando Danny lo mette al corrente del trauma che ha inflitto a lui e sua madre, Jack spiega che l'alcol è una "medicina" allo stresso che un marito e padre passano per soddisfare la famiglia. Inoltre, per rimediare al cambio di finale del film originale, questo giro è Danny a bruciarsi dentro l'hotel accendendo la caldaia, dopo aver sconfitto Rose ed essere stato posseduto dai fantasmi dell'hotel liberati dal suo subconscio.

### Nella miniserie televisiva
Nella miniserie televisiva di Stephen King Jack è presentato in un modo diverso rispetto al film di Stanley Kubrick. Jack viene descritto in un modo simile a quello del romanzo ma la sua fine è diversa. Nel libro Jack si redime e muore nell'esplosione della caldaia dell'albergo. Nella miniserie Jack, dapprima posseduto dalle presenze malefiche dell'Overlook Hotel, riesce a tornare in sé grazie al figlio Danny e decide di sacrificarsi per distruggere l'albergo. Perciò Jack fa esplodere la caldaia dell'albergo distruggendolo e morendo nell'esplosione. Inoltre nella miniserie appare una scena non presente nel libro: quando Danny si diploma Jack appare come spirito davanti a suo figlio. Si viene inoltre a scoprire che l'amico immaginario di Danny, "Tony", non è altro che Danny del futuro che comunica con il suo io passato, un punto toccato brevemente nel libro e omesso nel film di Kubrick.

## La luccicanza
Nel film di Kubrick, diversamente dalla versione cartacea, Jack possiede, come suo figlio Danny, la luccicanza, capacità che gli permette di vedere le persone defunte dell'Overlook Hotel e le visioni sulla camera 237. All'inizio del film il cuoco Halloran dice a Danny che la luccicanza si trasmette da generazione a generazione. Come spiegato poi dai vari critici e registi (come per esempio Steven Spielberg e William Friedkin) Jack impazzisce perché da una parte cova un odio inconscio contro la sua famiglia ma da un'altra parte il non sapere di possedere la luccicanza lo porta alla demenza.